# Zespół przyrodniczo-krajobrazowy „Park Leśny w Strudze”
Zespół przyrodniczo-krajobrazowy „Park Leśny w Strudze” – zespół przyrodniczo-krajobrazowy w Szczecinie na obszarze osiedla Struga w dzielnicy Prawobrzeże; zrenaturalizowane założenie parkowe nad Płonią.
Zespół ten powołany został Uchwałą Rady Miejskiej w Szczecinie nr L/708/94 z dn. 16 maja 1994 roku w celu ochrony położonych w dolinach łęgów jesionowo-olszowych i porastających zbocza grądów oraz buczyn.
Przez obszar zespołu prowadzą szlaki turystyczne:
- Szlak im. Stanisława Grońskiego
- Szlak im. Bolesława Krzywoustego